# Kaczany (obwód miński)
Kaczany (biał. Качаны; ros. Кочаны) – wieś na Białorusi, w obwodzie mińskim, w rejonie miadzielskim, w sielsowiecie Słoboda.
Nazwa dawnej używana – Koczany.

## Historia
W czasach zaborów wieś rządowa w granicach Imperium Rosyjskiego.
W dwudziestoleciu międzywojennym wieś leżała w Polsce, w województwie wileńskim, w powiecie duniłowickim (od 1926 postawskim), w gminie Miadzioł a następnie w gminie Żośna.
Według Powszechnego Spisu Ludności z 1921 roku zamieszkiwało tu 170 osób, 8 było wyznania rzymskokatolickiego a 162 prawosławnego. Jednocześnie 6 mieszkańców zadeklarowało polską a 164 białoruską przynależność narodową. Były tu 32 budynki mieszkalne. W 1931 w 32 domach zamieszkiwało 162 osoby.
Wierni należeli do parafii rzymskokatolickiej w m. Wesołucha i prawosławnej w Niekasiecku. Miejscowość podlegała pod Sąd Grodzki w Miadziole i Okręgowy w Wilnie; właściwy urząd pocztowy mieścił się w Słobodzie Żośniańskiej.
Po agresji ZSRR na Polskę w 1939 roku wieś znalazła się w granicach BSRR. W latach 1941–1944 była pod okupacją niemiecką. Następnie leżała w BSRR. Od 1991 roku w Republice Białorusi.
Do 2013 miejscowość wchodziła w skład sielsowietu Stare Gaby.

## Urodzeni w Kaczanach
- Wasil Szaranhowicz